# Le Château Lafortune
Le jeu Le Château Lafortune est un jeu de société autrefois édité par Parker aujourd'hui propriété de Hasbro. Le but du joueur est de recevoir et de faire payer les clients qu'il reçoit dans son hôtel aussi vite que possible, afin d'améliorer le standard de son hôtel et amasser 500,000 $. La version anglaise se nomme Full house.
Une nouvelle version est lancée sur Kickstarter en 2019 part Evofun Inc.  http://www.fullhousegame.com

## Le but du jeu
Être le premier à posséder 500,000 $ en liquide.

## Le jeu contient
- Un plateau de jeu.
- 4 paquets de tarifs hôteliers (1 paquet = 3 cartes)
- 48 cartes clients.
- 30 cartes de télégramme.
- Monnaie en billets de 50 $, 100 $, 500 $, 5,000 $, 10,000 $, 100,000 $.
- 1 dé à jouer
- 1 distributeur de cartes clients.
- 4 pions.

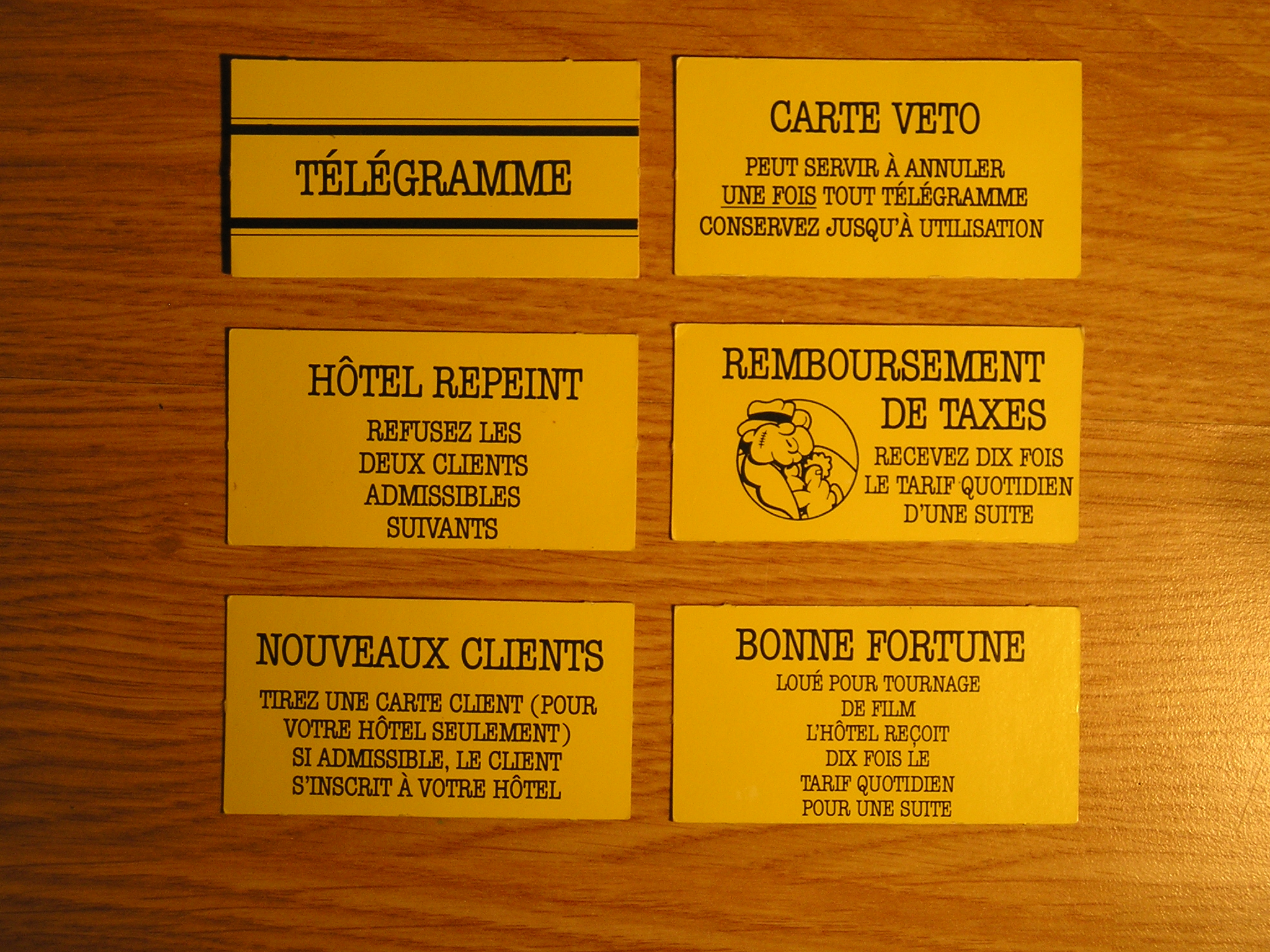
cartes de télégrammes
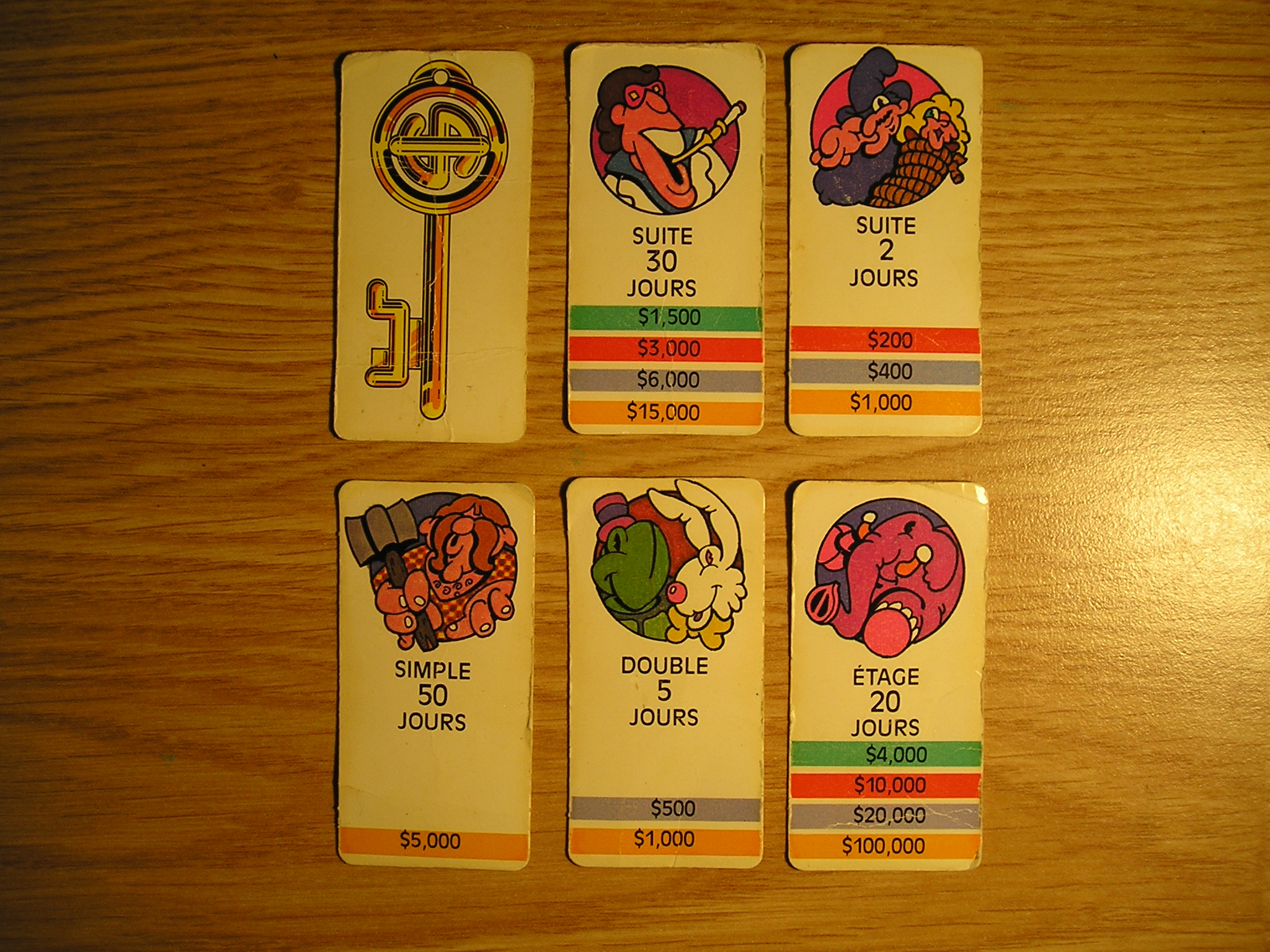
cartes clients
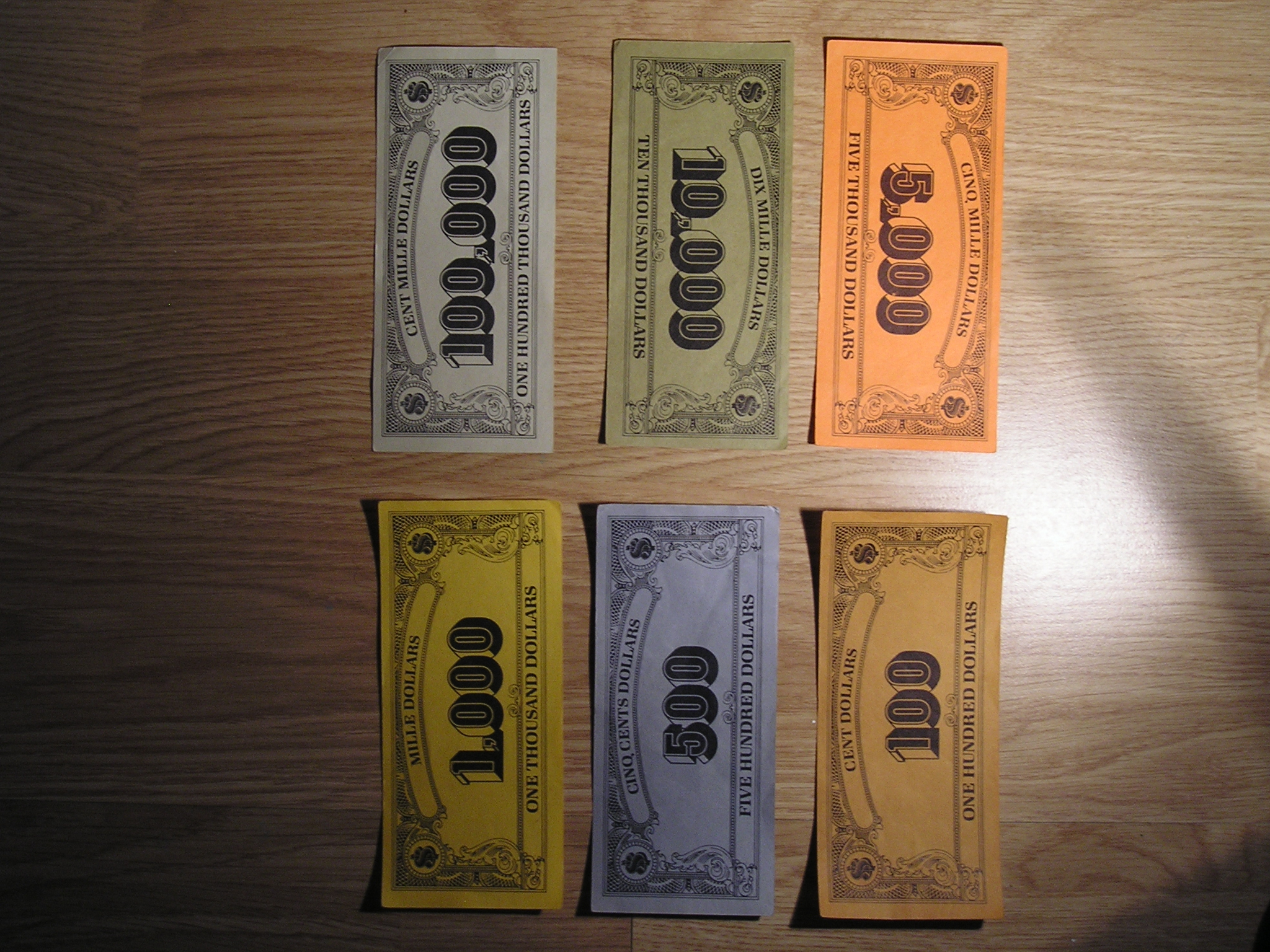
monnaies
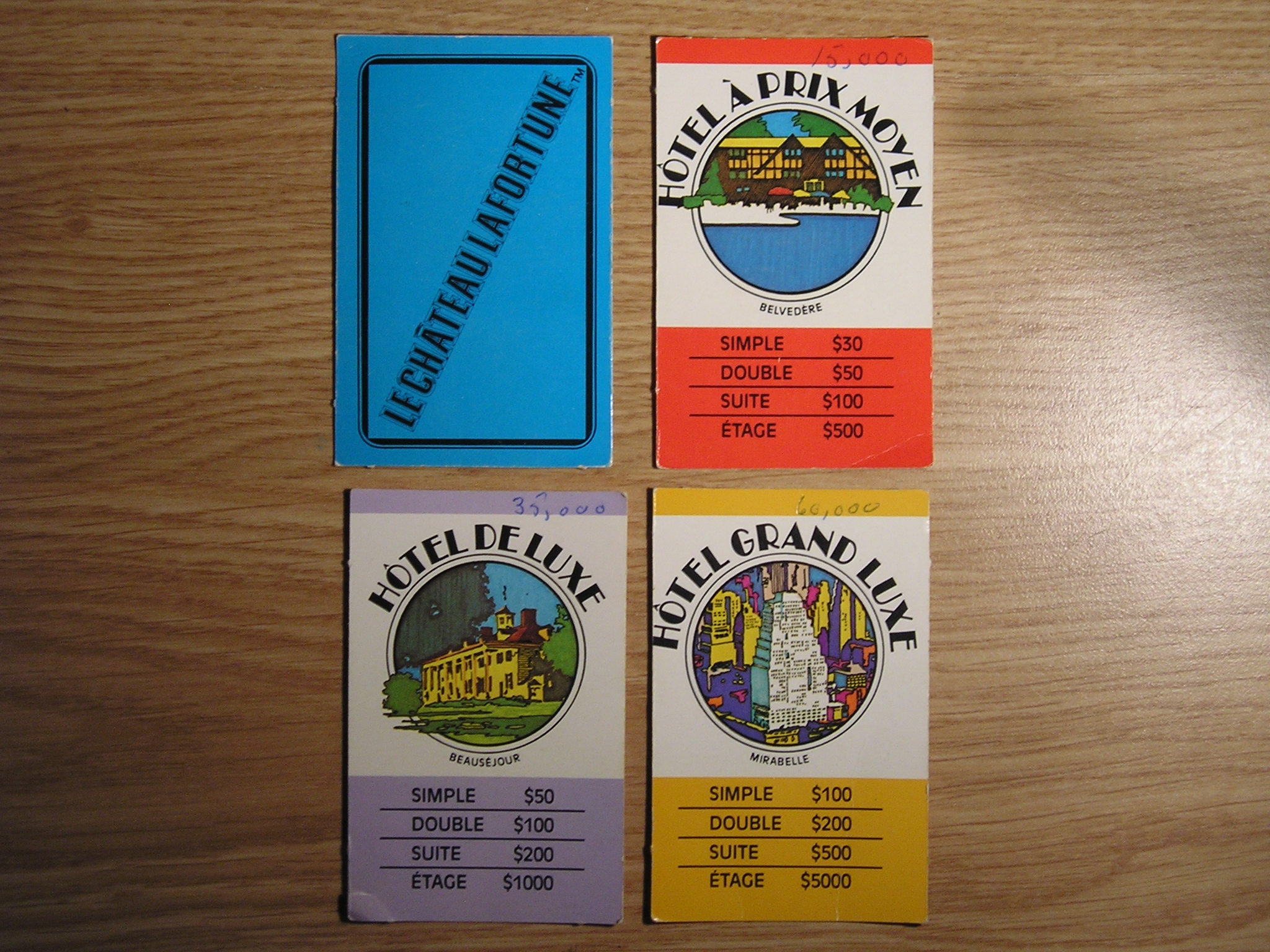
cartes des tarifs hôteliers
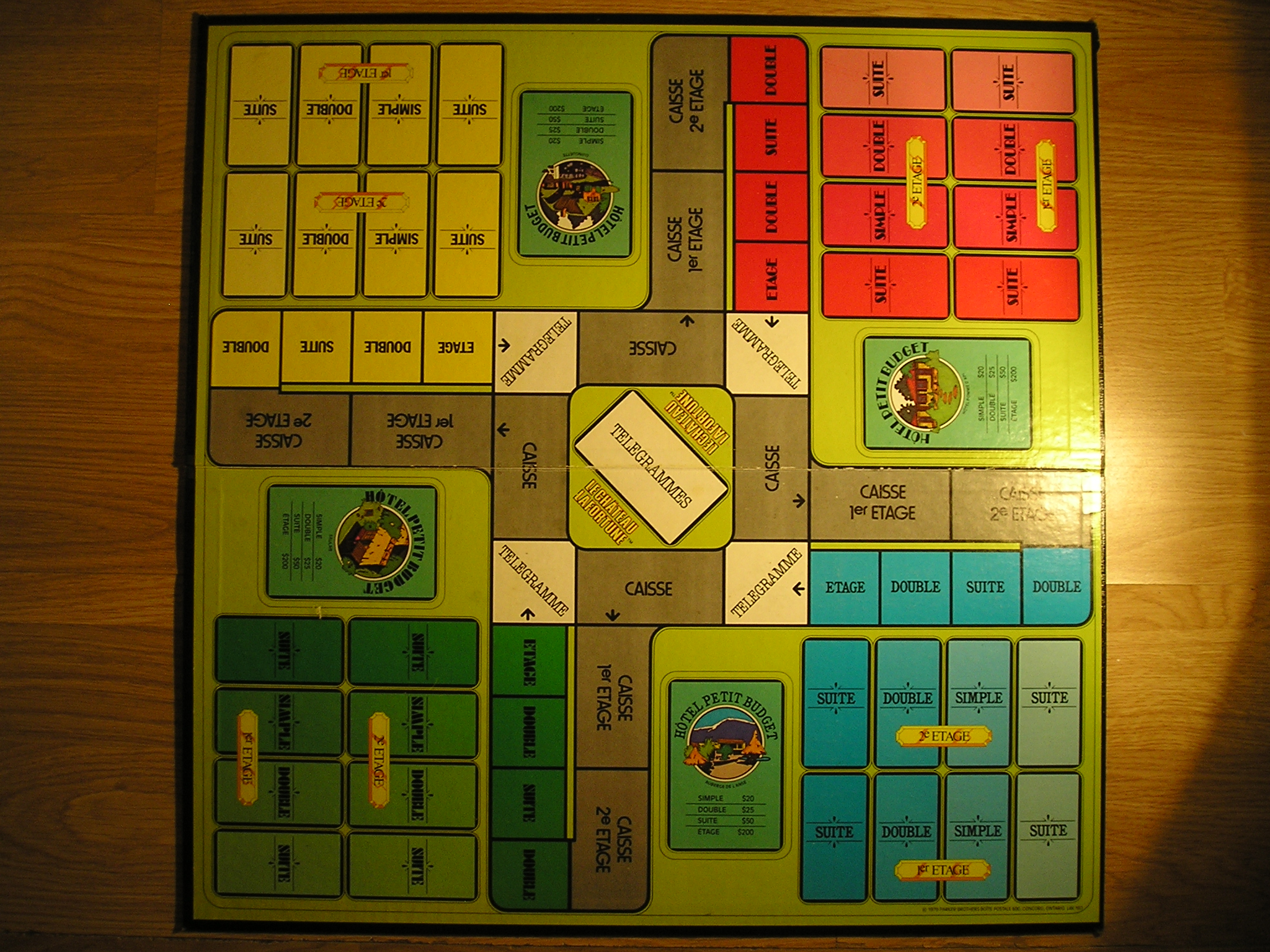
plateau de jeu